# Rebecca Goldin
Pour les articles homonymes, voir Goldin.
Rebecca Freja Goldin est une mathématicienne américaine qui travaille comme professeure de sciences mathématiques à l'université George-Mason (GMU) et directrice du Statistical Assessment Service (en), une organisation à but non lucratif associée à GMU qui vise à améliorer l'utilisation des statistiques dans le journalisme. Ses recherches mathématiques portent sur la géométrie symplectique, notamment les travaux sur les actions hamiltoniennes et les quotients symplectiques.  

## Éducation et carrière
Après avoir obtenu un diplôme avec mention en mathématiques de l'université Harvard, Goldin étudie en France pendant un an avec Bernard Teissier à l'École normale supérieure, poursuivant des recherches sur les variétés toriques (en). Elle termine son doctorat en 1999 au Massachusetts Institute of Technology sous la direction de Victor Guillemin .  
Après des recherches postdoctorales à l'université du Maryland, elle rejoint la faculté GMU en 2001,.  

## Prix et distinctions
Elle est la lauréate inaugurale du prix commémoratif Ruth I. Michler de l'Association for Women in Mathematics (AWM), en 2007,. Elle a également été conférencière AWM / MAA Falconer 2008, parlant de "The Use and Abuse of Statistics in the Media" (l'utilisation et l'abus des statistiques dans les médias).  
Elle a été incluse dans la classe 2019 des boursiers de l'American Mathematical Society « pour ses contributions à la géométrie différentielle et aux services à la communauté mathématique, en particulier pour soutenir la promotion de la pensée mathématique et statistique auprès d'un large public ».  